# Макрис, Андреас (футболист)
Андреас Макрис (греч. Αντρέας Μακρής; 27 ноября 1995, Пафос, Кипр) — кипрский футболист, полузащитник клуба «АЕК Ларнака». Бывший игрок сборной Кипра.

## Биография

### Клубная карьера
На профессиональном уровне дебютировал в 2012 году в составе клуба АЕП, в котором провёл 14 матчей и забил 2 гола. В 2013 году подписал контракт с клубом Анортосис, за который выступал на протяжении трёх сезонов. Сезон 2016/17 провёл в Англии, в клубе Лиги 1 «Уолсолл». В 2017 году вернулся на Кипр, где подписал контракт с клубом АПОЭЛ". Сезон 2018/19 провёл в аренде в АЕЛ (Лимасол).

### Карьера в сборной
За основную сборную Кипра дебютировал 5 марта 2014 года в товарищеском матче со сборной Северной Ирландии (0:0), в котором вышел на замену на 85-й минуте вместо Димитриса Христофи.

## Достижения
АПОЭЛ
- Чемпион Кипра: 2017/2018